# 뮤지엄 캠퍼스
뮤지엄 캠퍼스(Museum Campus)는 미국 일리노이주 시카고의 공원 지역이다. 그랜트 파크 부근에 애들러 천문관, 셰드 수족관, 필드 자연사 박물관이 위치하고 있다.

## 개요
뮤지엄 캠퍼스는 문화 시설을 도보로 둘러볼 수 있는 경관 지구로 정비되어 있다. 녹지에 조깅 코스와 산책로가 설치되어 있으며, 노덜리 아일랜드와 본토를 잇는 솔리버리티 드라이브(Solidarity Drive)도 조성되어 있다. 또한 솔리버리티 드라이브에는 타데우시 코시치우슈코, 카렐 하블리체크 보로프스키 등의 동상이 놓여 있다. 특히 애들러 천문관 정면에 위치한 코페르니쿠스의 동상은 덴마크의 조각가 베르텔 토르발센의 작품으로, 바르샤바에 소재한 19세기 작품의 복제품이다. 뮤지엄 캠퍼스는 1998년 오픈하였다.

## 갤러리
- 필드 자연사 박물관
- 애들러 천문관
- 셰드 수족관
- 그랜트 파크의 뮤지엄 캠퍼스 사인